# Nahornaja (obwód brzeski)
Nahornaja (biał. Нагорная; ros. Нагорная, Nagornaja; hist. Łozowce) – wieś na Białorusi, w rejonie baranowickim obwodu brzeskiego, około 22 km na północ od Baranowicz.

## Historia
W końcu XVIII wieku wieś należała do powiatu nowogródzkiego, w województwie nowogródzkim.
Według relacji potomków ostatnich właścicieli folwarku, Łozowce niegdyś należały do Paców. Na początku XIX wieku od niejakiego Malinowskiego majątek nabył Stefan Dawidowski herbu Prus. Dobra te pozostały w rękach rodziny Dawidowskich do II wojny światowej. W 1939 roku ich właścicielem był Bronisław Dawidowski, a po jego śmierci w 1939 roku pozostała tu wdowa po nim Jadwiga z domu Ziemięcka (1904–1992).
Przed rozbiorami Łozowce leżały w województwie nowogródzkim Rzeczypospolitej. Po II rozbiorze Polski znalazły się na terenie ujezdu nowogródzkiego, należącego do guberni słonimskiej (1796), litewskiej (1797–1801), a później grodzieńskiej i mińskiej Imperium Rosyjskiego. Po ustabilizowaniu się granicy polsko-radzieckiej w 1921 roku Łozowce wróciły do Polski, należały do gminy Horodyszcze, w powiecie nowogródzkim województwa nowogródzkiego, od 1926 roku gmina ta została przyłączona do powiatu baranowickiego. Od 1945 roku wieś znajduje się na terenie w ZSRR, od 1991 roku – na terenie Republiki Białorusi. Do 2013 roku należała do sielsowietu Girmontowce, obecnie – do sielsowietu Horodyszcze.
W 1897 roku wieś liczyła 78 mieszkańców, w 1921 roku mieszkało tu 248 osób. W 2009 roku Nahornaja liczyła 66 mieszkańców.
Obecnie we wsi działają rolnicze warsztaty mechaniczne, zakład weterynaryjny, poczta, sklep, szkoła podstawowa, klub, biblioteka i punkt felczersko-akuszerski. Znajduje się tu siedziba kołchozu.
We wsi stoi pomnik poległych radzieckich żołnierzy i partyzantów.

## Dawny dwór
Najprawdopodobniej w II połowie XVIII wieku wybudowano tu dwór drewniany, parterowy z piętrową częścią środkową. Był wzniesiony na planie prostokąta, dziewięcioosiowy, przykryty bardzo wysokim czterospadowym dachem gontowym. Centralny portyk o dwóch potężnych kolumnach wspierających trójkątny szczyt w wielkim porządku. Z czasem portyk zabudowano, tworząc ryzalit. Na piętrze wszystkie okna były ostrołukowe. Elewacja ogrodowa również miała wielki, piętrowy trójoosiowy ryzalit z trójkątnym szczytem.
Wewnątrz znajdowało się osiem pokoi na parterze i dwa na piętrze, do których prowadziły spiralne schody.
Dom był z trzech stron otoczony parkiem, który wraz z sadem liczył 10 ha. Do domu wiodła droga wjazdowa obsadzona starymi drzewami o ogromnych konarach. Przed samym domem znajdował się rozległy trawnik. Po prawej stronie domu wybudowano dużą oficynę, w której były pokoje gościnne i kuchnia.
Wyposażenie domu zostało zniszczone lub rozgrabione w czasie I wojny światowej. Sam dom zniknął w czasie II wojny światowej. Dziś po zabudowaniach nie ma śladu, pozostały resztki parku.
Majątek w Łozowcach jest opisany w 2. tomie Dziejów rezydencji na dawnych kresach Rzeczypospolitej Romana Aftanazego.